# Zina Morhange
Pour les articles homonymes, voir Morhange.
Zenaida « Zina » Morhange est une femme médecin française (1er juin 1909, Lodz - 1er octobre 1987, Paris). Connue dans la Résistance intérieure française sous le nom de Docteur Morhange, elle est déportée à Auschwitz-Birkenau où elle contribue à sauver de nombreuses prisonnières. Après la Libération, elle reprend son activité d’ortho-rhino-laryngologiste et témoigne à sa fille de son expérience concentrationnaire. Celle-ci évoque également cet épisode de la vie de sa mère dans un ouvrage publié en anglais.

## Biographie

### Enfance et famille
Zinaïda, dite Zina, Paley naît le 1er juin 1909, à Lodz en Pologne, dans une famille juive originaire de Russie. Elle est la fille de Struj Mojsze Paley et de  Sarah Ryfka Paley, née Katz. Arrivée en France avec sa famille, elle épouse Jean Morhange en 1935, un Juif lorrain de deux ans son aîné et médecin comme elle. Jean Morhange est le frère du poète Pierre Morhange. Lorsque la Seconde Guerre mondiale éclate, les époux Morhange habitent le village de Chamberet, en Corrèze, avec leur fille Claude ainsi que la mère de Zina. Comme nombre de Juifs, ils entrent dans la Résistance intérieure française. Jean Morhange meurt dans un accident d'automobile en 1941.

### Les années de guerre
Zina Morhange est donc médecin de campagne et, officieusement, du maquis. Cependant, l'autre médecin du village, vichyste et accessoirement maire de Chamberet, estime souffrir d’une « compétition » qu’il lui serait aisé d’éliminer, et la dénonce à la Gestapo. Le Docteur Morhange est arrêtée tôt dans la journée du 8 avril 1944 ; sa sœur, de passage à Chamberet ce jour-là, et sa mère réussissent à fuir par la porte arrière de la maison.
Claude, alors âgée de 7 ans, a été placée ce matin-là par sa mère chez les parents de l’une de ses camarades de classe, Andrée Balard, qui habite de l’autre côté de la rue. Elle est envoyée à l’école comme tous les matins tandis que le Dr Mohange est interrogée par la Gestapo dans une classe réquisitionnée de cette même école et déclare ne pas savoir où se trouve sa fille.
Deux professeurs de Claude lui font quitter la classe pour la confier à une couturière du village, Marie, qui connaît sa famille. Marie cachera Claude chez elle, ainsi que sa grand-mère et sa tante. Elles passeront la nuit dans une grange avant d’être conduites le lendemain chez des paysans par le forgeron du village. Claude — qu’on fera passer pour une catholique nommée Jeanne Duval — sera ensuite cachée dans un château tandis que sa tante trouvera refuge chez un pasteur protestant près de Castres, dans le Tarn, et sa grand-mère chez une ancienne patiente de sa fille.

### Médecin à Auschwitz
Zina Morhange est déportée à Auschwitz de Drancy par le Convoi No.72, en date du 29 avril 1944. Immatriculée 80636, elle est affectée au Revier, l’« hôpital » du camp qui n'en a le plus souvent que les apparences, et est donc placée sous les ordres de Josef Mengele.
Elle s’efforce de traiter les déportées qui aboutissent dans ce qui est pour beaucoup le vestibule des chambres à gaz, falsifiant les diagnostics synonymes de Selektion pour le gazage, libérant dans les plus brefs délais les moribondes qui risqueraient sinon d’être transférées à l’« hôpital spécial », et prodiguant ses soins quand elle le peut. Elle procure ainsi de l'aspirine à Rose Warfman (déportée dans le même convoi qu’elle) après qu’elle a subi des injections de substances inconnues aux jambes lors d’une opération expérimentale de Mengele pratiquée sans anesthésie.

### Le retour
Lorsque Zina Morhange retourne à la maison de Chamberet après la Libération, Claude Morhange n’y retrouve pas sa mère. Celle-ci revient des camps après treize mois d'absence, physiquement méconnaissable et éprouvée tant physiquement que moralement.
Contrairement à d’autres survivants, Zina Morhange parle à sa fille, devenue sa confidente. Elle lui raconte nuit après nuit, pendant des années, la marche forcée de Pologne en Allemagne, alors que les nazis battent en retraite, sa vie de médecin juive au Revier, ses efforts pour soigner au plus vite les mourantes qui y arrivent et leur éviter la Selektion, son désespoir également lorsqu’elle ne peut sauver ces femmes malades et démoralisées qui ont perdu le désir de survivre.
Cependant, le Docteur Morhange ne se livre qu’à sa fille ; elle ne couche pas ce qu'elle a vécu sur papier et dit même : « Je n'ai pas envie d'écrire ». C’est donc au détour de ses propres mémoires que sa fille Claude, devenue à son tour mère d’une fille de sept ans, évoque le vécu de sa mère, trente ans après les faits. Achevé à la fin des années 1970, le livre intitulé Fragments d’une Enfance Ordinaire demeure à ce jour inédit dans sa version originale. Une traduction en anglais parait en 1987 (année de la mort du Docteur Morhange) aux États-Unis sous le titre Chamberet: Recollections from an Ordinary Childhood, puis en Angleterre en 1990 sous le titre The True Story of a Jewish Family in Wartime France. En 1985, Zina Morhange-Saltiel, avait consigné son propre témoignage dans le magazine Différences, conservé depuis dans les archives du MRAP,,.
Selon Christophe Boltanski (2017), Zina Morhange ne pratique plus la médecine, depuis son retour d'Auschwitz. Elle possède un magasin de vétements à Marseille, qui appartenait à son deuxième mari, Joe Saltiel, qui se suicide en 1972. Dès qu'elle peut, elle quitte ce commerce et va à Paris.

### Mort
Zina Morhange meurt le 1er octobre 1987 à Paris.